# Ковальский, Максим Ильич
Максим Ильич Ковальский (30 августа 1964, Москва — 29 марта 2019, Москва) — российский журналист и медиаменеджер. Главный редактор журнала «Коммерсантъ-Власть» (1999—2011) и общественно-политического проекта OpenSpace.ru (2012—2013).

## Биография
Родился 30 августа 1964 года в Москве.
В 1986 году окончил филологический факультет МГУ (отделение структурной и прикладной лингвистики).
С 1986 по 1988 год преподавал русский язык и математику в школе, затем в 1988—1989 годы работал во Всесоюзном центре переводов. 

## Журналистская деятельность
С 1989 года — в информационном агентстве «Постфактум».
Работал в издательском доме «Коммерсантъ» с 1990 по 2011 годы. Был корректором, рерайтером, главой службы рерайтеров, в 1998—1999 гг. — выпускающим редактором газеты «Коммерсантъ». C 1999 года был главным редактором журнала о российской и мировой политике «Коммерсантъ-Власть». Несмотря на тематику издания, Ковальский утверждал, что не интересуется политикой, хотя и «не любит коммунистов». Журнал окончательно сформировался именно под его руководством. По воспоминаниям Ковальского, основной его целью в начале работы было создание представления о журнале как о чём-то отдельном и большем, чем просто приложение к газете. К числу удач он относил еженедельную публикацию эксклюзивных материалов, разработку новой формы подачи новостей недели, оригинальность обложек и заголовков, а также ряд крупных проектов разнообразной тематики. По мнению журналиста Григория Туманова, при Ковальском журнал имел некую «магистральную идею», которая пропала после его ухода. Писатель Леонид Злобинский назвал его «волшебным мастером слова и заголовков». Формат издания Ковальский описывал следующим образом: «У нас такая надменно-интеллектуальная позиция: есть такие не слишком умные люди, которые пытаются править нами, а мы со стороны своего интеллекта с лупой, с состраданием и с насмешкой следим за их попытками».
В конце 2011 года в одной из статей журнала, освещающей выборы депутатов Государственной думы, была опубликована фотография избирательного бюллетеня с нецензурной надписью в адрес Владимира Путина. Произошедшее вызвало резкое недовольство владельца «Коммерсанта» Алишера Усманова: по его словам, такие материалы «граничат с мелким хулиганством». В итоге Ковальский был уволен из издательского дома с формулировкой «по соглашению сторон» 13 декабря, на следующий день после выхода скандального номера журнала. Это вызвало возмущение ряда сотрудников издательского дома, которые в открытом письме назвали увольнение Ковальского «акцией запугивания», подчеркнув, что текст на фотографии не принадлежит авторам журнала, а лишь фиксирует настроения избирателей и их поведение на выборах. Экс-редактора коллеги охарактеризовали как человека «большого таланта и высокого профессионализма». По словам самого Ковальского, не было никакой причины отказываться от публикации этого фото, «кроме чистого страха».
В середине 2012 года приглашён на должность главного редактора портала OpenSpace.ru — владелец сайта решил перепрофилировать его из культурного проекта в общественно-политический, в связи с чем и пригласил Ковальского, уволив старую редакцию. Новая версия OS заработала 18 июля 2012 года, однако просуществовала меньше года. Медиапроект был закрыт владельцем в феврале 2013 года. Сотрудникам объявили, что решение было принято по экономическим причинам; Ковальский предположил, что причины закрытия могут быть политическими.
После закрытия OS Ковальский вернулся в «Коммерсантъ» на должность креативного директора. В 2015 году стал одним из руководителей Школы гражданской журналистики проекта Colta.ru и фонда «Медиастандарт».

## Семья
Был женат. Супруга — Елена Леонидовна Пастернак, внучка литератора Бориса Пастернака, доктор филологических наук, профессор кафедры французского языкознания филологического факультета МГУ. Сын (от первого брака) и дочь.
Скончался 29 марта 2019 года в Москве в возрасте 54 лет от рака лёгких. Похоронен на Ваганьковском кладбище (уч. 24). По состоянию на ноябрь 2022 года памятник не установлен.